# Budišov nad Budišovkou
Budišov nad Budišovkou là một thị trấn thuộc huyện Opava, vùng Moravskoslezský, Cộng hòa Séc.